# Centre d'études collégiales de Montmagny
Le Campus de Montmagny est un établissement d'études collégiales relevant du Cégep de La Pocatière, situé à Montmagny.

## Histoire
Le Centre d’études collégiales de Montmagny a été mis en place en 1994 pour desservir la région immédiate de Montmagny. Mais à partir de l’automne 2006, le CÉCM offre une formation en Gestion et techniques de scène aux élèves provenant de tout le Québec. Cette nouvelle formation est venue enrichir l’offre de formation collégiale dans la région de Montmagny.
Environ 200 élèves par année à l’enseignement régulier étudient à Montmagny.
Le CÉCM est la demeure de plusieurs associations étudiantes, dont les Avertis, une association environnementale.

## Liste des programmes

### Programme d'étude
- Tremplin DEC (081.06)

### Programmes préuniversitaires
- Sciences de la nature (200.B0)
- Sciences humaines
  - Profil général (300.AB)
  - Profil mathématiques (300.A0)
- Arts, lettres et communication - Option Langues (500.AL)

### Programme technique
- Gestion et techniques de scène (561.A0)

Ce programme est offert dans un mode intensif permettant l'obtention du diplôme en six sessions consécutives sur deux ans seulement.